# Şehzade Mehmed Ziyaeddin

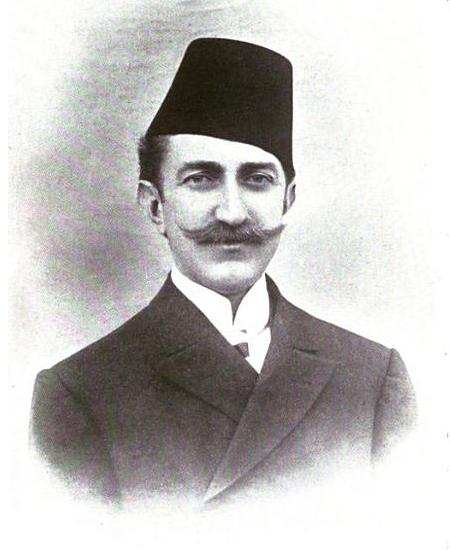
Şehzade Mehmed Ziyaeddin

Şehzade Mehmed Ziyaeddin (* 26. August 1873 in Istanbul; † 30. Januar 1938 in Alexandria) war ein osmanischer Prinz (Şehzade) und Sohn von Sultan Mehmed V.

## Leben
Şehzade Mehmed Ziyaeddin wurde 1873 im Ortaköy-Palast in Istanbul als ältester Sohn von Sultan Mehmed V. und dessen Gemahlin  Kamures Kadın geboren. Als der Vater im Jahr 1876 dem älteren Bruder Abdülhamid II. auf den Thron folgte, bezog Mehmed Ziyaeddin die Wohnung des Kronprinzen im Dolmabahçe-Palast.
In den Jahren 1911 und 1912 besuchte Ziyaeddin die osmanische Militärschule. Im Februar 1916 diente er während des Ersten Weltkrieges als Kavalleriebrigadier in der osmanischen Armee. Er diente auch als Adjutant seines Vaters. Nach dem Tod des Vaters im Jahr 1918 schrieb sich der Prinz an der Medizinschule des Reiches ein.
Schon früh nahm Şehzade Mehmed Ziyaeddin auch öffentliche Aufgaben wahr. Am 2. September 1909 reise Ziyaeddin mit seinem Vater und den Brüdern Şehzade Mahmud Necmeddin und Şehzade Ömer Hilmi nach Bursa. Zwischen dem 5. und dem 26. Juni 1911 reiste er mit dem Vater und den Brüdern nach Rumelien. Am 11. November 1911 reiste er nach Ägypten, um den britischen König George V. und Queen Mary zu treffen und blieb bis zum 29. November 1911. Am 4. und 5. November 1912 besuchte er während der Balkankriege die Front in Çatalca. Zwischen dem 10. und 21. April 1917 besuchte er während des Ersten Weltkrieges das Deutsche Reich. Am 15. Oktober 1917 traf er den deutschen Kaiser Wilhelm II., als der Istanbul besuchte. Am 9. Mai 1918 traf er außerdem Kaiser Karl I., der zu diesem Zeitpunkt mit seiner Frau Zita von Bourbon-Parma Istanbul besuchte.
Şehzade Mehmed Ziyaeddin war mehrmals verheiratet. Seine erste Frau war Perniyan Hanım (* 2. Januar 1880). Das Paar heiratete am 5. Januar 1898, als Perniyan Hanım das achtzehnte Lebensjahr erreicht hatte. Im Jahr 1900 wurde die Tochter Behiye Sultan geboren. Die Beziehung scheiterte jedoch. Perniyan starb 1947 im Alter von 67 Jahren. Ziyaeddins zweite Frau war Ünsiyar Hanım (* 1887). Die beiden heirateten am 16. August 1903, als Ünsiyar 16 Jahre alt war. Knapp zwei Jahre später gebar sie im Jahr 1905 die Tochter Dürriye Sultan, 1906 folgte Rukiye Sultan und 1910 der Sohn Şehzade Mehmed Nazım. Ünsiyar starb 1934 in Alexandria.
Im Jahr 1907 nahm Ziyaeddin Perizad Hanım (* 1889) in seinen Harem auf. Das Paar heiratete am 18. Januar 1907. Im Jahr 1908 wurde Hayriye Sultan geboren, 1910 die Tochter Lütfiye Sultan. Perizad Hanım starb 1934 in einem französischen Krankenhaus in Alexandria und wurde im Mausoleum von Prinz Omar Tusun Pascha beigesetzt. Im Jahr 1911 heiratete der Prinz seine vierte Frau Melekseyran Hanım (* 23. September 1890). Im folgenden Jahr gebar sie den Sohn Şehzade Ömer Fevzi. Doch auch diese Ehe scheiterte. Das Paar ließ sich scheiden und Melekseyran Hanım starb 1966. Ziyaeddin heiratete 1920 noch einmal nach der Scheidung von Melekseyran Hanım. Die Auserwählte hieß Neşemend Hanım und brachte 1922 Mihrimah Sultan zur Welt. Neşemend Hanım starb 1934 im Alter von nur 29 Jahren in Ägypten.
Nach dem Tod des Vaters bezogen Prinz Ziyaeddin und seine Familie dessen Villa und besuchten Yıldız- und Dolmabahçe-Palast nur noch zu seltenen Gelegenheiten. Die Villa umfasste drei verschiedene Gebäude mit jeweils drei Stockwerken, sodass jede Frau und ihre Kinder ein eigenes Quartier beziehen konnten. Insgesamt umfasste das Gefolge von Prinz Ziyaeddin und seinen Frauen sechsunddreißig Personen.
Nach der Gründung der Republik Türkei und der Abschaffung des Osmanischen Sultanats und des Osmanischen Kalifats wurde die gesamte kaiserliche Familie im März 1924 ins Exil gezwungen. Ziyaeddin und seine Familie gingen erst nach Beirut und 1926 nach Alexandria in Ägypten. Dort starb er im Alter von 64 Jahren am 30. Januar 1938 und wurde im Mausoleum des Khediven Tewfik Pascha in Kairo beigesetzt.

## Auszeichnungen und Ehrungen
- 1884: Osmanje-Orden, 1. Klasse[38]
- 1909: Mecidiye-Orden[38]
- 1911: Royal Victorian Order, Knight Grand Cross[39]
- 1916: Liakat-Medaille[38]
- 1917: Nişan-i İftihar[38]
- 1918: Österreichisch-kaiserlicher Leopold-Orden, Großkreuz[40]
- Hanedan-ı Âli-ı Osman[41]
- Hicaz-Demiryolu-Medaille in Gold[41]
- Orden des Karađorđe-Sterns[42]